# Ranunculus chaffanjonii
Ranunculus chaffanjonii är en ranunkelväxtart som beskrevs av P. Danguy, Achille Eugène Finet och Gagnep.. Ranunculus chaffanjonii ingår i släktet ranunkler, och familjen ranunkelväxter. Inga underarter finns listade i Catalogue of Life.